# Доброполье (Черниговская область)
Добропо́лье (укр. Добропілля) – село, расположенное на территории Борзнянского района Черниговской области (Украина) на берегу реки Сейм.
Население составляет 53 жителя (2006 год).
Село Доброполье находится примерно в 23 км к северо-востоку от центра города Борзна. Средняя высота населённого пункта — 118 м над уровнем моря. Село находится в зоне умеренно континентального климата.
Национальный состав представлен преимущественно украинцами, конфессиональный состав — христианами.